# バロックジャパンリミテッド
株式会社バロックジャパンリミテッド（英: BAROQUE JAPAN LIMITED）は、東京都目黒区に本社を置く、アパレル企業である。

## 概要
アパレル商品等の企画・製造から小売事業までを行う製造小売業（SPA）である。国内店舗数は340店舗（2025年2月末時点）、海外店舗数は6店舗（2024年12月末時点）。
2025年現在は、17ブランドを抱える。
「自分たちが欲しいもの」を徹底的にこだわり、2000年4月、渋谷109店にファッションブランド「MOUSSY」を展開（当時は、株式会社フェイクデリック）。シルエットが美しく見えるジーンズ等が爆発的に売れ、4年で100億円のブランドに急成長した。
2016年11月、東京証券取引所市場第一部に上場。

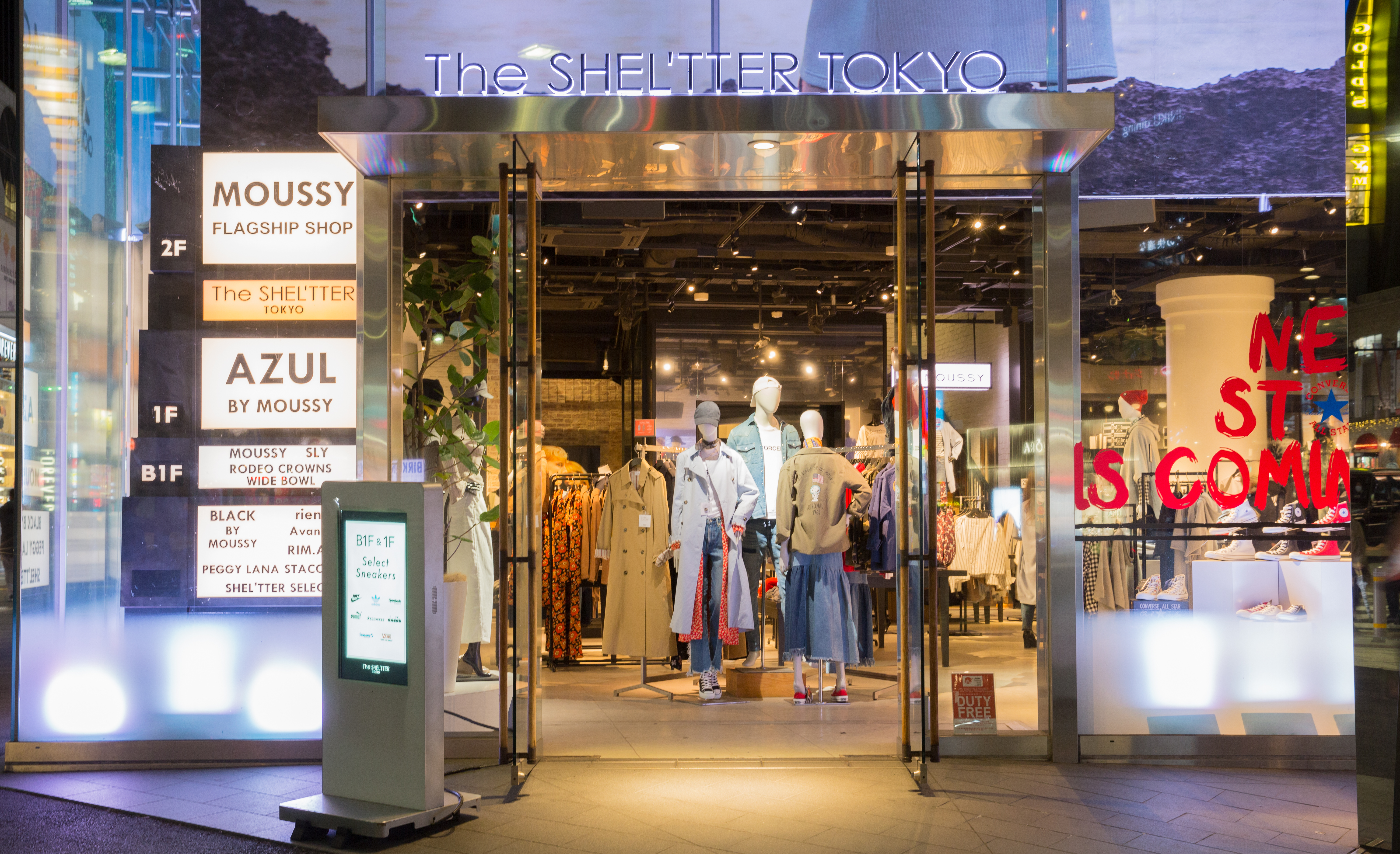
The SHEL'TTER TOKYO 表参道

## ブランド
現在、下記のブランドを展開している。
- MOUSSY
- SLY
- SHEL'TTER
- rienda
- AZUL BY MOUSSY
- RODEO CROWNS WIDE BOWL
- ENFÖLD
- STACCATO
- RIM.ARK
- någonstans
- R4G
- STYLEMIXER
- LAGUA GEM
- HeRIN.CYE
- SHEL'TTER GREEN
- TUIN greenery
- MOUSSY VINTAGE

## 店舗展開
- 国内店舗 - 340店舗（直営185店舗、代行70店舗、FC85店舗）※2025年2月末時点
- 海外店舗 - 6店舗 ※2024年12月末時点 　アメリカ - 1店舗（直営1店舗）、韓国- 4店舗（FC4店舗）、台湾- 1店舗（FC1店舗）

## 沿革
- 2000年3月 - 株式会社フェイクデリックを設立。
- 2000年4月 - 「MOUSSY」を渋谷109店より展開。
- 2003年2月 - 「BLACK by moussy」をプランタン銀座店より展開。
- 2003年6月 - 「SLY」をラフォーレ原宿店より展開。
- 2003年8月 - 株式会社ジャックポットプロダクションに「BLACK by moussy」事業を移管し子会社化。
- 2004年3月 - 「SHEL‘TTER」を梅田HEP  FIVE店より展開。
- 2005年3月 - 「SLY」事業を株式会社MADMINDに移管し子会社化。
- 2005年9月
  - 株式会社フェイクデリックから株式会社フェイクデリックホールディングスへ商号変更。
  - 会社の目的を事業子会社の管理及び商標権・著作権等の管理に変更。
  - 「MOUSSY」事業を株式会社フェイクデリック（新フェイクデリック）に移管し子会社化。
- 2006年2月 - 「RODEO CROWNS」を渋谷109店より展開。
- 2006年4月 - 海外初進出第一号店 「MOUSSY」香港店を展開。
- 2007年1月 - 香港にBAROQUE HK LIMITED を設立。
- 2007年4月 - 株式会社ジャックポットプロダクション、株式会社MADMIND、株式会社フェイクデリックの3社を合併し、株式会社バロックジャパンリミテッド（旧BJL）を設立。
- 2007年9月
  - CLSA　SUNRISE CAPITAL L.P. 及び現経営者によるMBO実施。
  - 株式会社バロックホールディングスが株式会社フェイクデリックホールディングスの全株式を取得。
- 2007年10月 - 通販型ファッションマガジン「SHEL'TTER」を創刊。
- 2008年2月 - 株式会社バロックホールディングスが株式会社フェイクデリックホールディングス及び旧BJLを吸収合併し株式会社バロックジャパンリミテッドに商号変更。MBOが完了。
- 2008年10月 - ショッピングセンター（SC)向けブランド「AZUL by moussy」を越谷レイクタウン店より展開。
- 2009年5月 - 上海にBAROQUE SHANGHAI LIMITED を設立。
- 2010年11月
  - 「AZUL by moussy」旗艦店を新宿にオープン。
  - 上海港匯広場（Grand Gateway）に「MOUSSY」中国直営1号店をオープン。
- 2011年10月 - ニューヨーク・マンハッタン地区に「MOUSSY」POP-UP STOREをオープン。
- 2012年2月 - 30代以上の女性をターゲットとした新ブランド「ENFÖLD」をジェイアール名古屋タカシマヤより展開。
- 2012年4月
  - グローバル旗艦店「The SHEL’TTER TOKYO] 」を東急プラザ表参道原宿にオープン。
  - 新ブランド「Avan Lily」「Lilidia」を同店より展開。
- 2012年6月 - 北京世貿天阶に「SLY」中国1号店をオープン。
- 2013年9月 - 中国小売の事業会社として巴罗克（上海）服飾有限公司を設立（BELLE INTERNATIONAL HOLDINGS LIMITEDとの合弁会社）。
- 2013年11月 - 中国卸売の事業会社として巴罗克（上海）企業発展有限公司を設立（BELLE INTERNATIONAL HOLDINGS LIMITEDとの合弁会社）。
- 2014年 8月
  - 初のシューズブランド「STACCATO」を新宿ルミネエストより展開。
  - 新ブランド 「House_Commune」、「PEGGY LANA」デビュー。
- 2016年 1月 - 新ブランド「RIM.ARK」デビュー。
- 2016年 3月 - 新ブランド「AEVES」デビュー。
- 2016年 9月 - N.Y.マンハッタン地区に「MOUSSY」「ENFÖLD」のアンテナショップをオープン。
- 2016年11月 - 株式を東京証券取引所第一部市場へ上場。
- 2017年2月 - アディダスとマウジーの共同開発による、初のスポーツコレクションが登場。
- 2017年4月 - Instagramから人気インフルエンサーお勧めの商品をダイレクトに購入できる「AMEE+」をサービス開始。
- 2017年7月 - 中国本土200店舗達成。
- 2017年8月 - スポーツ由来のデザインを取り入れたMOUSSYの新ライン「MOUSSY STUDIOWEAR」を展開。
- 2017年10月 - 会員制ポイントサービス「SHEL’TTER PASS」の配信開始。
- 2018年2月 - 新ブランド「någonstans」を伊勢丹新宿店より展開。
- 2018年3月 - ファッションとアニメを融合した新ブランド「R4G」を当社通販サイトより展開。
- 2018年4月 - 新プラットフォーム「STYLEMIXER」を通販サイトより展開。
- 2018年8月 - 新ブランド「LAGUA GEM」デビュー。
- 2019年3月 - 新ブランド「y/m」を伊勢丹新宿店より展開。
- 2020年1月 - MOUSSY20th　開始。
- 2020年4月 - サスティナブルECプラットフォーム「AUNE」サイトスタート。
- 2020年7月 - 新ブランド「HeRIN.CYE」デビュー。
- 2020年9月 - 新ブランド「crie conforto」デビュー。
- 2021年1月 - 中国本土300店舗を達成。
- 2021年4月 - 台湾に「MOUSSY」OUTLET店を出店。
- 2021年10月
  - 新業態「SHEL'TTER GREEN」をアリオ川口店より展開。
  - 新ブランド「LILIDIA」を通販サイトより展開。
- 2021年12月 - フェムテック商品の開発・販売を行う「re:juu」を展開。
- 2022年9月 -  「ENFÖLD」海外第1号店を韓国・江南に展開。
- 2023年3月 - グローバル旗艦店「The SHEL'TTER TOKYO東急プラザ表参道原宿店」をリニューアルオープン。
- 2023年4月 - 植物のコンセプトショップ「TUIN greenery」をイオンモール豊川店より展開。
- 2023年9月 - EC専業ブランド「MIEL CRISHUNANT」をZOZOTOWNより展開。
- 2025年4月 - BAROQUE HK LIMITEDが保有するBAROQUE CHINA LIMITED及びBAROQUE CHINA APPARELS 　　　　　　 LIMITEDの2社の全株式を、BELLE INTERNATIONAL HOLDINGS LIMITEDのSPCであるABLE CONCORD LIMITEDに譲渡することに合意し、株式譲渡基本合意書を締結。